# Pisariewka (rejon uniecki)
Pisariewka (ros. Писаревка) – wieś (sieło) w Rosji, w obwodzie briańskim, w rejonie unieckim. W 2010 liczyła 605 mieszkańców.